# Jan Grabowski (hokeista)
Jan Grabowski – polski hokeista.
Z pochodzenia był Polakiem. Został hokeistą i w latach 30. był zawodnikiem angielskiego klubu Wembley Lions. Był wówczas uznawany za jednego z najlepszych hokeistów, a ponadto najlepiej opłacany. Podczas turnieju mistrzostw świata zorganizowanych w Wielkiej Brytanii w 1937 przebywający tam reprezentanci Polski stwierdzili wówczas, że tak wspaniale grającego hokeisty nie widzieli dotychczas nawet w zespołach kanadyjskich.
W zespole Wembley Lions zawodnikiem był Kanadyjczyk Frank Ney, który w 1938 został trenerem polskiego zespołu Dąb Katowice.

## Osiągnięcia
- Złoty medal English National League: 1936, 1937 z Wembley Lions